# Callopistria exotica
Callopistria exotica là một loài bướm đêm trong họ Noctuidae.